# Molarotto
Molarotto ist eine sehr kleine unbewohnte Insel vor der nördlichen Ostküste Sardiniens.
Die felsige Insel liegt 2,8 km östlich der Insel Molara im Tavolara-Archipel und gehört zum Gemeindegebiet der Stadt Olbia.